# Кристи, Джон (серийный убийца)
Джон Реджинальд Халлидей Кристи (англ. John Reginald Halliday Christie; 8 апреля 1899 года — 15 июля 1953 года) — британский серийный убийца. За одно из его преступлений был повешен невиновный Тимоти Эванс.

## Биография
В 1916 году Кристи, служивший на фронте во время Первой мировой войны, сильно пострадал от газовой атаки. Это повлияло на его потенцию — она снизилась. В 1920 году Кристи женился, но сексуальная жизнь не задалась. В 1922 году в его доме произошла утечка газа. Жена Кристи потеряла сознание, а когда она очнулась, то поняла, что муж изнасиловал её. Он объяснил позже, что отравленная газом женщина вызвала у него половое возбуждение.
В 1934 году Кристи был сбит машиной и получил тяжёлую травму головы. Когда началась Вторая мировая война, его из-за травмы не взяли на фронт, но он был призван на работу в полицию. В 1943 году жена Кристи ненадолго уехала из Лондона. Кристи встретил женщину Рут Фюрст, которой он предложил переночевать в его доме. Там он отравил женщину газом, изнасиловал, а потом задушил. Второй жертвой стала Мюриэл Иди, подруга его жены. Он обманом заманил её в дом, отравил газом, изнасиловал и задушил. В это время его жены опять не было в городе.
В 1949 году Кристи познакомился с Тимоти Эвансом, приехавшим из Уэльса с целью найти работу. Вместе с ним была его жена и двухлетняя дочь. Жена Тимоти, Берил, была беременна. За небольшую плату Кристи разрешил Эвансам пожить у него. Тимоти был не рад беременности жены. Кристи предложил Тимоти устроить его жене аборт. В тот день Тимоти ради алиби уехал из Лондона. Жена Кристи тоже уехала. Кристи оказался один на один с Берил и её дочерью. Он отравил беременную женщину газом, изнасиловал и убил, а заодно задушил и её двухлетнюю дочь. Кристи решил подставить Эванса. Он позвонил ему и сказал, что его жена умерла во время аборта. Эванс поверил ему. Вскоре Эванса арестовали по подозрению в убийстве жены и дочери. Против него на суде свидетельствовали Кристи и его жена. Эванса признали виновным и повесили за убийства, совершённые Джоном Кристи.
Кристи продолжил совершать убийства. Он убил свою жену, чтобы она не мешала ему. Её он не травил газом и не насиловал. Потом он убил ещё двух женщин. Три трупа он положил в стенной шкаф, который затем заколотил фанерой. Вскоре он продал свой дом и уехал, но новый хозяин решил наклеить новые обои и обнаружил шкаф с трупами. Он сообщил об этом в полицию. Кристи был объявлен в розыск. Вскоре он был арестован. Оказавшись в полицейском участке, Кристи признался во всех убийствах, в убийстве двухлетней дочери Тимоти и Берил и даже в некоторых, в которых его не подозревали.
Кристи был осуждён очень быстро и в скором времени был повешен. Казнь состоялась 15 июля 1953 года в 9:00 утра в тюрьме Пентонвиль. Его палачом был Альберт Пирпойнт. Когда Кристи вели на казнь, он пожаловался, что у него чешется нос, на что Пирпойнт заверил его, что «это не будет Вас долго беспокоить». После казни тело Кристи было похоронено в безымянной могиле на территории тюрьмы, так как это было стандартной практикой для казнённых заключённых в Великобритании.
Тимоти Эванс, повешенный в 1950 году, был посмертно реабилитирован. Улица Риллингтон-Плейс, на которой находился дом Кристи, изменила своё название на Растон-Клоуз, после печально известных убийств. Дома на улице были снесены в 1970-х и заново отстроены к 1977 году, образовав Бартл-Роуд и площадь Св. Андрея.

## В массовой культуре
- В 1970 году по материалам дела Кристи был снят художественный фильм Риллингтон Плейс, дом 10 (1970) с Ричардом Аттенборо в главной роли. Съемки его частично проходили непосредственно в доме Кристи, и в похожем доме №6 на Риллингтон Плейс.
- В 2016 году был снят мини-сериал Риллингтон-плейс (2016), состоящий из трех серий, сюжет которого построен по истории Кристи. Главную роль исполнил Тим Рот.
- В 2018 году  появился в японской игре Black souls 2 в виде кошмарного духа Полого солдата Кристи.
- В комедийном фильме 2022 года «Смотрите, как они бегут» параллельное расследование убийств, связанных с деятельностью Джона Кристи, затмевается шумом в газетах из-за убийства в театре, помещённого в центр сюжета фильма.